# Royal Blood
Royal Blood (с англ. — «Королевская кровь») — британский рок-дуэт из Брайтона, сформированный в 2011 году. Звучание группы сочетает блюз-рок и гаражный рок.

## История
Первоначально группа представляла собой трио, состоящее из Майка Керра (вокал и бас), Джо Денниса (гитара) и Мэтта Свона (ударные). Деннис ушёл в начале 2012 года, что привело группу к фирменному звучанию, а именно, к использованию педалей эффектов и усилителей, что заставляло звучать бас-гитару как электрогитару. Позднее Бэн Тетчер заменил Свона на барабанах. В течение лета 2013 года ударник Arctic Monkeys Мэтт Хелдерс носил футболку с символикой дуэта во время фестиваля Гластонбери. Первый сингл группы под названием «Out of the Black» был выпущен 22 ноября. На стороне B была другая песня дуэта под названием «Come On Over».
В ноябре 2013 года было анонсировано, что дуэт будет разогревать Arctic Monkeys на двух следующих выступлениях в мае 2014 года, а в декабре 2013 дуэт был номинирован на Sound of 2014 от Би-би-си.
В 2015 году группа победила в NME Awards в номинациях «Best Live Band» и «Best New Band».
В 2017 году выпустили 2-й альбом "How Did We Get So Dark?" с 10 песнями.
В 2020 году они выступили в виртуальном формате на 8th Annual Bloxy Awards (внутриигровое мероприятие) в игре Roblox, где анонсировали новый альбом.
В 2021 году выпустили 3-й альбом "Typhoons". Группа приняла решение поэкспериментировать с танцевальным звучанием.
1 сентября 2023 года выпустили 4-й альбом "Back to the Water Below", где вернулись к привычному звучанию. Музыканты впервые решили не обращаться за помощью к продюсерам со стороны и спродюсировали диск самостоятельно.

## Участники группы
- Майк Керр — вокал, бас-гитара
- Бен Тетчер — ударные

## Дискография

### Студийные альбомы
| Год  | Альбом | Высшая позиция | Высшая позиция | Высшая позиция | Высшая позиция | Высшая позиция | Высшая позиция | Высшая позиция | Высшая позиция | Высшая позиция | Высшая позиция | Высшая позиция | Высшая позиция | Продажи      | Сертификация   |
| Год  | Альбом | UK             | AUS            | BEL            | CAN            | DEN            | FRA            | GER            | IRL            | NLD            | NZ             | SWI            | US             | Продажи      | Сертификация   |
| ---- | --- | -------------- | -------------- | -------------- | -------------- | -------------- | -------------- | -------------- | -------------- | -------------- | -------------- | -------------- | -------------- | ------------ | -------------- |
| 2014 | Royal Blood Детали - Выход: 25 августа - Лейбл: Warner Bros. Records - Форматы: CD, LP, цифровая дистрибуция | 1              | 3              | 5              | 16             | 18             | 48             | 40             | 1              | 13             | 6              | 6              | 30             | UK: 300.000+ | UK: платиновый |
| 2017 | How Did We Get So Dark?                                                                                      |                |                |                |                |                |                |                |                |                |                |                |                |              |                |
| 2021 | Typhoons |                |                |                |                |                |                |                |                |                |                |                |                |              |                |
| 2023 | Back to the Water Below                                                                                      |                |                |                |                |                |                |                |                |                |                |                |                |              |                |

### Мини-альбомы
| Год  | Альбом                                                                             |
| ---- | ---------------------------------------------------------------------------------- |
| 2014 | Out of the Black (Только в США) Детали - Лейбл: Warner Bros. Records - Форматы: EP |

### Синглы
| 2013                                     | «Out of the Black» | 78 | 1 | 47 | 31 | 2 | 35 | Royal Blood |
| 2014                                     | «Little Monster»   | 74 | 1 | —  | —  | — | —  | Royal Blood |
| 2014                                     | «Come On Over»     | 68 | — | —  | —  | — | —  | Royal Blood |
| 2014                                     | «Figure It Out»    | 50 | — | 48 | 33 | 9 | 13 | Royal Blood |
| 2020                                     | «Trouble's Coming» | —  | — | —  | —  | — | —  | TBA         |
| «—» означает, что сингл не попал в чарт. |                    |    |   |    |    |   |    |             |